# Kiwi Farms
Kiwi Farms（キウイファーム）は、嫌がらせ特化型のインターネット掲示板。2ちゃんねるから派生した4chanの分派として2013年に開設された。創設者兼オーナーは8chan元管理人のジョシュア・ムーン。

## 概要
米CDN大手のCloudflareが例外的にブロックした8chanやデイリー・ストーマーとならぶウェブサイトのひとつ。標的を自殺に追い込むなど、徹底的な嫌がらせキャンペーンが行われることから「ウェブ最大のストーカーコミュニティ」「4chanや8chanよりひどい掲示板」とも評される。
攻撃対象はフェミニスト、ジャーナリスト、政治家、特にLGBTQコミュニティやトランスジェンダーを標的としたものが多い。このサイトに関連する荒らしやストーキング、晒し行為（ドクシング）、虚偽通報（スワッティング）などの嫌がらせが原因で、少なくとも3人が自殺している。2021年7月には、サイト上で標的となった女性ソフトウェア開発者の自殺を受けて、ドメイン登録サービスのDreamHostはサイトをブロックした。

### Cloudflareによる永久追放
2022年8月、数多くの嫌がらせ被害に遭ったトランスジェンダー活動家のKeffalsが、サイトの閉鎖を広く訴えるため「#DropKiwiFarms（キウイファームを落とそう）」「#CloudFlareProtectsTerrorists（Cloudflareはテロリストを擁護している）」というハッシュタグのついたツイートを拡散した。圧力キャンペーンの標的は、Kiwi Farmsやセキュリティサービス提供者のCloudflareだけでなく、サイトをホスティングしていた他のプロバイダにも向けられた。それとともにサイト上での嫌がらせキャンペーンも激化する。
9月4日、Cloudflareは「前例のない緊急事態と人命に対する差し迫った脅威」を理由にKiwi Farmsをブロックした。同社CEOのマシュー・プリンスは、裁判所の介入なしにサイトをブロックした理由について、「この48時間でKiwi Farms上の脅威がこれ以上ないほど高まっており、もはや法執行機関の行動を待つことができないほど差し迫った緊急事態となったため」と述べている。ほどなくInternet Archiveも、このサイトのアーカイブをすべて削除した。

Cloudflareは、Kiwi Farmsへのサービス打ち切りで生じた「弊害」について次の声明をブログで発表している。
これは異例の決断であり、インフラとしてのCloudflareの役割を考えると非常に危険な決断でした。〔……〕もちろん、これが終わりではありません。当社がデイリー・ストーマーや8chanのサポートを停止した時のように、Kiwi Farmsはオンラインに復帰するため、他のインフラを見つけることでしょう。たとえ見つけられなかったとしても、サイトを使って嫌がらせを繰り返していた人たちは、孤立感と被害者意識を強め、さらに暴れるかもしれません。〔……〕サイトを一時的にブロックしたことで事態は収まったものの、決して根本的な解決には至っていません。問題の解決には、社会全体での取り組みが必要不可欠です。
その後、このサイトはロシアに拠点を置くDDoS-Guardに移行して復帰を試みたが、24時間以内に再びブロックされた。この事態を受けて5ちゃんねると8chanを運営するジム・ワトキンスは「Kiwi Farmsの保護に全面協力する」と訴え、サイトを買収したと主張したが、運営者のジョシュア・ムーンはジムの主張を否定している。
一時期このサイトはTor上のダークウェブに移行した。その間、運営者はサイトをオンラインに復帰させるため、8chanやデイリー・ストーマーにもサービスを提供しているVanwaTechを利用しての再開を画策した。その結果、このウェブサイトは2022年12月現在も存続している。